# Berlijns voetbalkampioenschap 1902/03 (VBB)
In 1902/03 werd het zesde Berlijns voetbalkampioenschap gespeeld, dat georganiseerd werd door de Berlijnse voetbalbond.
BTuFC Britannia werd kampioen en plaatste zich voor de allereerste eindronde om de Duitse landstitel. De club werd in de eerste ronde door latere kampioen VfB Leipzig uitgeschakeld.
Omdat Hertha 92 een speler had opgesteld die niet speelgerechtigd was werden alle overwinningen van de club afgenomen en eindigde de club op de laatste plaats, evenwel werd de club wel van degradatie gespaard.

## Eindstand
| Plaats | Club                        | Wed. | W  | G | V  | Saldo | Ptn   |
| ------ | --------------------------- | ---- | -- | - | -- | ----- | ----- |
| 1.     | Berliner TuFC Britannia 92  | 14   | 11 | 0 | 3  | 47:9  | 25:3  |
| 2.     | Berliner TuFC Viktoria 1889 | 14   | 10 | 1 | 3  | 53:18 | 21:7  |
| 3.     | Berliner TuFC Union 1892    | 14   | 8  | 3 | 3  | 37:17 | 19:9  |
| 4.     | Berliner FC Preußen 1894    | 14   | 8  | 3 | 3  | 36:20 | 19:9  |
| 5.     | Berliner FC Fortuna 1894    | 14   | 5  | 3 | 6  | 21:36 | 13:15 |
| 6.     | Berliner FC Germania 1888   | 14   | 3  | 3 | 8  | 11:39 | 9:19  |
| 7.     | Berliner FC Concordia 95    | 14   | 3  | 0 | 11 | 11:50 | 6:22  |
| 8.     | Berliner FC Hertha 92       | 14   | 0  | 0 | 14 | 20:47 | 0:28  |

|  | Kampioen   |
|  | Degradatie |